# 양산토지명기대장
양산토지명기대장(梁山土地名記臺帳)은 대한민국 경상남도 양산시 남부동에 있는, 조선시대 양산 지역의 토지소유자 명단이 기록되어 있는 토지명기대장이다. 1976년 12월 20일 경상남도의 유형문화재 제151호로 지정되었다.

## 개요
조선시대 양산 지역의 토지소유자 명단이 기록되어 있는 토지명기대장이다. 이것의 연대는 확실하지 않으나, 당시의 토지소유자를 증명해 줄 수 있는 자료로 평가된다.

## 참고 문헌
- 양산토지명기대장 - 국가유산청 국가유산포털